# Tiro ai Giochi della XXVIII Olimpiade - Double trap femminile
La gara di double trap femminile dei Giochi della XXVIII Olimpiade si svolse il 18 agosto 2004 al Markopoulo Olympic Shooting Centre. Presero parte 15 tiratrici da 12 nazioni.

## Record
Prima dell'inizio dell'evento, i primati mondiali e olimpici più recenti erano i seguenti:
| Record          | Detentrice  | Punteggio | Data              | Luogo             |
| --------------- | ----------- | --------- | ----------------- | ----------------- |
| Record mondiale | Zhang Yafei | 115       | 20 ottobre 2000   | Nicosia, Cipro    |
| Record olimpico | Pia Hansen  | 112       | 19 settembre 2000 | Sydney, Australia |

| Record          | Detentrice  | Punteggio | Data              | Luogo             |
| --------------- | ----------- | --------- | ----------------- | ----------------- |
| Record mondiale | Zhang Yafei | 150       | 20 ottobre 2000   | Nicosia, Cipro    |
| Record olimpico | Pia Hansen  | 148       | 19 settembre 2000 | Sydney, Australia |

## Qualificazioni
| Pos. | Atleta            | Nazione       | A  | B  | C  | Totale | Note |
| ---- | ----------------- | ------------- | -- | -- | -- | ------ | ---- |
| 1    | Kim Rhode         | Stati Uniti   | 36 | 36 | 38 | 110    | Q    |
| 2    | Lee Bo-na         | Corea del Sud | 36 | 37 | 37 | 110    | Q    |
| 3    | Megumi Inoue      | Giappone      | 37 | 33 | 39 | 109    | Q    |
| 4    | Nadine Stanton    | Nuova Zelanda | 33 | 37 | 38 | 108    | Q    |
| 5    | Gao E             | Cina          | 36 | 36 | 35 | 107    | Q    |
| 6    | Li Qingnian       | Cina          | 37 | 35 | 35 | 107    | Q    |
| 7    | Susan Trindall    | Australia     | 35 | 33 | 38 | 106    |      |
| 7    | Lin Yi-chun       | Taipei cinese | 36 | 33 | 37 | 106    |      |
| 9    | Elena Dudnik      | Russia        | 33 | 36 | 36 | 105    |      |
| 9    | Pia Hansen        | Svezia        | 39 | 32 | 34 | 105    |      |
| 11   | Susanne Kiermayer | Germania      | 34 | 36 | 31 | 101    |      |
| 11   | Cynthia Meyer     | Canada        | 35 | 32 | 34 | 101    |      |
| 13   | Suzanne Balogh    | Australia     | 34 | 33 | 30 | 97     |      |
| 13   | María Quintanal   | Spagna        | 32 | 33 | 32 | 97     |      |
| 15   | Susan Nattrass    | Canada        | 30 | 33 | 25 | 88     |      |

## Finale
| Pos. | Atleta         | Nazione       | Qualificazioni | Finale | Totale | Shoot-off |
| ---- | -------------- | ------------- | -------------- | ------ | ------ | --------- |
|      | Kim Rhode      | Stati Uniti   | 110            | 36     | 146    |           |
|      | Lee Bo-na      | Corea del Sud | 110            | 35     | 145    |           |
|      | Gao E          | Cina          | 107            | 35     | 142    | 2         |
| 4    | Li Qingnian    | Cina          | 107            | 35     | 142    | 1         |
| 5    | Megumi Inoue   | Giappone      | 109            | 31     | 140    |           |
| 6    | Nadine Stanton | Nuova Zelanda | 108            | 29     | 137    |           |